# トゥー・マッチ (スパイス・ガールズの曲)
「トゥー・マッチ」 (Too Much)は、イギリスの女性歌手グループ、スパイス・ガールズの楽曲。2枚目のアルバム『スパイスワールド』に収録されており、イギリスで1997年12月15日に、全米では1998年1月27日にシングルとしてリリースされた。

## 概要
「トゥー・マッチ」は前作と打って変わってスローなポップ・バラードであり、ドゥー・ワップからの影響もみられる。初主演映画『スパイス・ザ・ムービー』でも印象的に使用されている。映画のオープニングでは有名なイギリスの音楽番組『トップ・オブ・ザ・ポップス』にてたくさんのカメラマンやメディア、何百人ものファンに囲まれて「トゥー・マッチ」を歌うシーンがある。そのパフォーマンスが終わるとファンは拍手、声援をスパイス・ガールズに浴びせ、そのまま映画本編に進んでいく。
1998年には映画がゴールデンラズベリー賞でノミネートされ、ワースト女優賞を受賞するなどした。「トゥー・マッチ」もワースト・オリジナルソング部門にノミネートされたが受賞するまでには至らなかった。
ミュージック・ビデオは『スパイス・ザ・ムービー』のシーンを挿入したものとそうでないものの2パターンがあるが、どちらもスパイス・ガールズのメンバーが有名な映画のシーンをそれぞれに再現するという内容になっている。
- ヴィクトリア・ベッカム - 『バットマン リターンズ』のキャットウーマン
- メラニーC - 『イヤー・オブ・ザ・ドラゴン』
- ジェリ・ハリウェル - 『ギルダ』
- メラニーB - 『マッドマックス/サンダードーム』
- エマ・バントン - 『ポルターガイスト』

## チャート・パフォーマンス
シングル「トゥー・マッチ」」は前作「スパイス・アップ・ユア・ライフ」（全米18位）を越すヒット曲となり、全米チャートでは9位をマーク、イギリスでは前作に引き続きチャート1位を2週間に渡ってマークし、1997年のクリスマス・ナンバー1ソングになった。この曲が6枚目のナンバーワン・シングルになった。

## トラックリスト
- UK CD1

1. "Too Much" (ラジオ・エディット) - 3:51
2. "Outer Space Girls" - 3:58
3. "Too Much" (Soulshock & Karlin Remix) - 3:52

- UK CD2

1. "Too Much" (ラジオ・エディット)- 3:51
2. "Too Much" (オーケストラ・バージョン) - 4:38
3. "Walk Of Life" - 4:16

- US CD

1. "Too Much" (ラジオ・エディット) - 3:51
2. "Too Much" (オーケストラ・バージョン) - 4:38
3. "Too Much" (Soulshock & Karlin リミックス) - 3:52
4. "Outer Space Girls" - 3:58

## チャート
| チャート (1997–1998年)                   | 最高位 |
| ---------------------------------------- | ------ |
| オーストラリア (ARIA)                    | 9      |
| オーストリア (Ö3 Austria Top 40)         | 15     |
| ベルギー (Ultratop 50 Flanders)          | 12     |
| ベルギー (Ultratop 50 Wallonia)          | 16     |
| カナダ (Canadian Singles Chart)          | 9      |
| カナダ トップシングルス (RPM)            | 13     |
| カナダ アダルト・コンテンポラリー (RPM)  | 8      |
| カナダ ダンス/アーバン (RPM)             | 8      |
| デンマーク (トラックリステン)            | 7      |
| ヨーロッパ (European Hot 100 Singles)    | 3      |
| フィンランド (Suomen virallinen lista)   | 3      |
| フランス (SNEP)                          | 20     |
| ドイツ (GfK Entertainment charts)        | 21     |
| ハンガリー (マハーズ)                    | 3      |
| アイスランド (Íslenski Listinn Topp 40)  | 31     |
| アイルランド (IRMA)                      | 4      |
| イタリア (イタリア音楽産業協会)          | 4      |
| オランダ (Dutch Top 40)                  | 15     |
| オランダ (Single Top 100)                | 15     |
| ニュージーランド (Recorded Music NZ)     | 9      |
| スコットランド (Official Charts Company) | 1      |
| Spain (AFYVE)                            | 9      |
| スウェーデン (Sverigetopplistan)         | 18     |
| スイス (Schweizer Hitparade)             | 18     |
| 台湾 (IFPI)                              | 7      |
| UK シングルス (OCC)                      | 1      |
| US Billboard Hot 100                     | 9      |
| US Adult Contemporary (Billboard)        | 23     |
| US Pop Airplay (Billboard)               | 21     |
| US Rhythmic (Billboard)                  | 23     |

| チャート (1997年) | 順位 |
| ----------------- | ---- |
| イギリス (OCC)    | 22   |

| チャート (1998年)                       | 順位 |
| --------------------------------------- | ---- |
| オーストラリア (ARIA)                   | 75   |
| カナダ (RPM)                            | 82   |
| カナダ アダルト・コンテンポラリー (RPM) | 35   |
| ヨーロッパ (European Hot 100 Singles)   | 44   |
| オランダ (Single Top 100)               | 97   |
| 全米 Billboard Hot 100                  | 69   |

- UKでの売り上げ65万7千枚